# Leipzig
Leipzig (poljsko in lužiškosrbsko Lipsk, češko in zastarelo slovensko Lipsko) je z okoli 620.000 prebivalci največje mesto v nemški zvezni deželi Saški, saj po številu prebivalstva nekoliko presega njeno glavno mesto Dresden. Nemško ime izhaja iz slovanskega imena za lipo. Mesto leži na sotočju rek Pleisse, Belega Elstra in Parthe. V Leipzigu je umrl Johann Sebastian Bach.